# Amana (Unternehmen)
Amana ist ein US-amerikanischer Hersteller von Haushaltsgeräten aus Benton Harbor, Michigan.

## Geschichte
Das Unternehmen wurde 1934 von George Christian Foerstner als Amana Refrigeration Inc. in Middle Amana (Iowa) zur Herstellung von gewerblichen Kühlschränken gegründet.
1936 verkaufte Foerstner sein Unternehmen an das regionale Wirtschaftsunternehmen The Amana Society, verblieb aber in der Firmenleitung. 1947 wurde der erste Kühlschrank für den privaten Hausgebrauch hergestellt. Das Unternehmen warb, für die damalige Zeit unüblich, in Anzeigen mit Prominenten wie Bob Hope, Dorothy Lamour, Groucho Marx, Gary Cooper und Phil Silvers. 1950 kaufte Foerstner mit einigen Investoren das Unternehmen zurück.
1965 übernahm der amerikanische Rüstungskonzern Raytheon das Unternehmen, um ab 1967 die von ihm erfundene Mikrowelle unter der Modellbezeichnung Radarrange zu vermarkten.
1997 verkaufte Raytheon Amana für 750 Millionen US-Dollar an den Klimaanlagenhersteller Goodman Manufacturing.
2001 kaufte die Maytag Corporation aus Iowa das Unternehmen mit Ausnahme der Klimaanlagenfertigung für 325 Millionen US-Dollar.
Mit der Übernahme Maytags durch die Whirlpool Corporation änderte sich 2005 erneut die Besitzverhältnisse.